# Constantin Weriguine
Constantin Weriguine, né le 6 février 1899 à Saint-Pétersbourg et mort le 22 décembre 1982 à Paris, était un parfumeur et aristocrate russe, connu  pour son travail chez Chanel et Bourjois, à l’époque où ces maisons étaient couplées.

## Biographie
Constantin Weriguine fut le fils d’un propriétaire terrien et ancien hussard de Tsarskoïe. Il fit sa scolarité à Yalta, en Crimée. Après la révolution russe, il passa deux années dans l’Armée blanche. Ensuite, il habitat successivement à Constantinople et à Belgrade, avant de s’installer en France. À l’université catholique de Lille, il étudia la chimie. Il devint stagiaire chez Les Parfums de Luzy, avant d'obtenir son diplôme d’ingénieur chimique HEI.
En 1926, il fut engagé en tant que parfumeur par Ernest Beaux, chez Chanel et Bourjois. Il créa une trentaine de parfums chez Bourjois, dont son célèbre Mais oui (1938). Il assista également Ernest Beaux dans la conception d’une vingtaine de parfums, dont Bois des îles (1926). Lors du départ d’Ernest Beaux de chez Chanel en 1954, il devint l’assistant d’Henri Robert. En 1962, il commença à travailler chez Rhône-Poulenc, et trois années plus tard, il publia ses mémoires, Souvenirs et parfums (1965). Il prit sa retraite en 1977, et occupa le poste de vice-président de la Société française des parfumeurs (SFP).
Il meurt à Paris en 1982, et est inhumé au cimetière russe de Sainte-Geneviève-des-Bois, dans l'Essonne.